# 호밀밭의 파수꾼

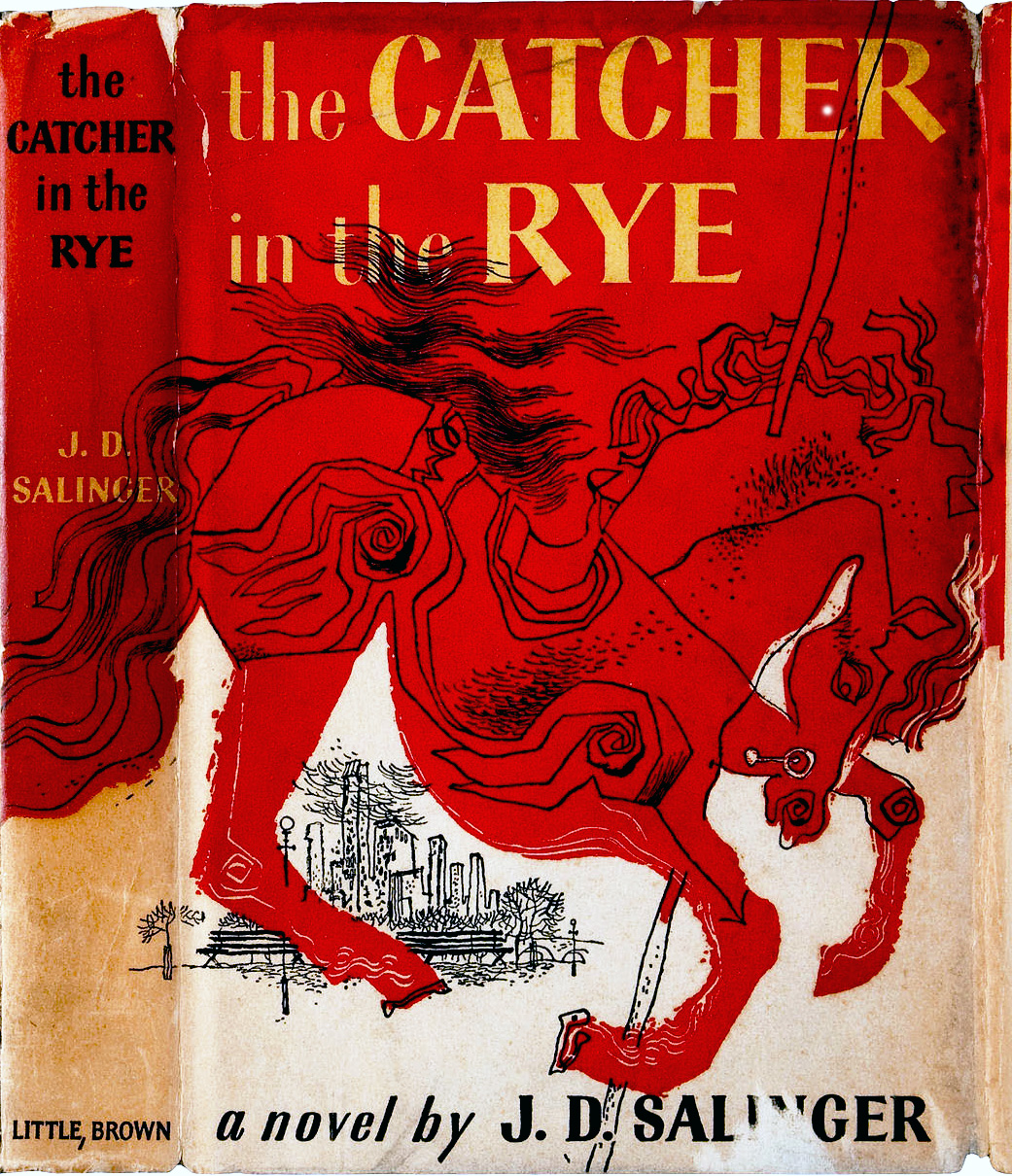

《호밀밭의 파수꾼》(영어: The Catcher in the Rye)은 제롬 데이비드 샐린저의 소설이다. 이 소설은 1951년에 출판되어 오늘날까지 문제작으로 남아있으며, 이 소설의 주인공인 홀든 콜필드는 십대의 불안을 상징하는 인물로 남아있다.
이 책은 열여섯 살인 홀든 콜필드가 지난해 겪었던 경험을 1인칭 시점에서 이야기하는 구조로 이루어져 있다. 홀든은 국어(영어)를 제외한 모든 과목에서 낙제한 뒤 명문 사립기숙학교인 펜시 고등학교에서 퇴학당한다. 홀든은 그의 부모님께 퇴학통보가 담긴 편지가 부모님에게 전달될 때까지 걸리는 며칠간을 자신의 집이 있는 뉴욕 시에서 보낼 계획을 세우고 뉴욕 시로 떠나며, 이 때의 경험이 책의 주요 줄거리를 이루고 있다.

## 줄거리
이 책은 크리스마스 휴가 바로 전에 펜시 고등학교에서 쫓겨난 뒤 홀든의 72시간, 3일의 생활을 다룬다. 이미 여러 학교에서 쫓겨났고 부모님을 마주 대하고 싶지 않았기 때문에 홀든은 학교를 일찍 떠나고 뉴욕 시에서 홀로 며칠을 보내기로 하지만, 뉴욕에서 자신의 꿈을 찾지 못한 채 서서히 미치광이가 되어 버린다. 끝에서 독자는 홀든이 자신의 심리학자와 이야기를 나누는 것을 알게 된다.

## 주제
제목은 호밀밭의 파수꾼이 되는 홀든의 장래 희망을 말하는 것이다. 그것은 로버트 번스의 서정시인 〈호밀밭을 걸어오는 누군가를 만나면〉에서 한 소절을 잘못 인용한 것이다. "'만약 한 몸'이 '호밀밭으로 오는 한 몸'을 만난다면"
그것은 순수함을 지키려고 애쓰는 순수함에서 나온 생각이다. 홀든은 아이들이 노는 호밀 들판에 서 있는 자신을 상상한다. 그의 상상 속에서 그 들판 바로 옆에는 절벽이 있다. 홀든은 그 들판에 서서, 아이들이 절벽에 너무 가까이 가면 붙잡아서 절벽 아래로 떨어지지 않게 지켜 주려고 한다 - 즉, '호밀밭의 파수꾼'이 되고 싶다고 한다. 이것은 아이들이 자신의 순수성을 잃어버리고 홀든이 몹시 경멸하는 '위선자들(phony)'로 자라나는 것의 은유이다.
이 책은 엉터리와도 관련 있다. 그는 전에 다녔던 고등학교인 후튼의 교장 선생을 비롯하여, 거의 모든 주변 사람들을 '위선'으로 단언한다. 홀든은 주위에서 보는 '위선자들'을 자주 골라냄으로써 정직하지 못한 것과 가식을 경멸한다. 그 자신의 우울함과 인간적인 실패로 깊이 상처받은 십대 소년으로서 홀든은 그가 마주치는 행복하거나 성공한 것처럼 보이는 사람들은 모두 거짓말쟁이나 바보라고 믿는다.
위에서 말했듯이 이 책이 주로 다루는 주제는 가짜, 허위(phony)에 대한 비판이다.
주변 사람들이 추구하는 좋은 집과 차, 많은 돈, 아름다운 여자와 안락한 삶 등의 통속적인 가치가 홀든에게는 의미 없는 것으로 다가 오고, 그런 삶은 자신의 삶이 아니라고 여긴다.
이렇듯 홀든은 미국의 가치관으로 볼때에는 사회 부적응자이지만, 자신만의 가치관 속에서는 자신의 신념을 지켜나가는 정상적인 인물일 뿐이다.

## 문체

### 풍자
소설의 어조가 우울하긴 하지만, 홀든의 풍자적인 비평은 유머를 더한다. 홀든이 하느님의 이름을 욕하며 크리스마스 트리를 꺼내는 남자 몇을 볼 때, 그는 비판한다. : "크리스마스 트리를 들어올리면서 저런 말을 하다니 정말 대단했다."

## 논쟁
호밀밭의 파수꾼은 거의 나올 때부터 논쟁에 휩싸여 왔다. 호밀밭의 파수꾼을 금지하는 주된 이유는 공격적인 언어의 사용, 혼전 성관계, 알코올 남용, 매춘이었다. 가장 엉뚱한 이론에 따르면 그 책은 FBI나 CIA가 모든 사람을 맨츄리안 캔디데이트로 변하게 하는 불법 정신 통제의 도구라는 것이 살인자인 마크 채프먼은 살인을 한 직후 체포될 때 그 책을 갖고 있었고 잠깐 후에 경찰에게 진술할 때 그 책을 언급했다.

## 인용
"그곳에서는 귀머거리에 벙어리 행세를 하며 살 참이었다. 그러면 누구하고도 쓸데없고, 바보 같은 대화를 하지 않아도 될 테니 말이다." (이 구절은 《공각기동대 STAND ALONE COMPLEX》에 인용되기도 했다. 공각기동대에서는 "나는 귀를 막고 눈을 감고 입을 다문 인간이 되려고 했다"로 번역되어 인용되었다.)
"어쨌든, 원자폭탄이 발명된 건 기쁘게 생각한다. 다시 전쟁이 일어나면, 난 원자폭탄 꼭대기에 매달리러 갈 거다. 그 일에 자원할 것이다. 틀림없이 그렇게 할 것이다."
"내가 할 일은 아이들이 절벽으로 떨어질 것 같으면, 재빨리 붙잡아주는 거야. 애들이란 앞뒤 생각없이 마구 달리는 법이니까 말이야. 그럴 때 어딘가에서 내가 나타나서는 꼬마가 떨어지지 않도록 붙잡아주는 거지. 온종일 그 일만 하는 거야. 말하자면 호밀밭의 파수꾼이 되고 싶다고나 할까. 바보 같은 얘기라는 건 알아. 하지만 정말 내가 되고 싶은 건 그거야. 바보 같겠지만 말이야."
"그 애(앨리, 어릴 때 죽은, 시쓰기를 좋아하던 홀든의 동생이다.)가 죽었다는 건 나도 알아. 내가 그것도 모른다고 생각하는 거니? 그래도 좋아는 할 수 있는 거잖아. 죽었다고 좋아하던 것까지 그만둘 수는 없는 거 아니야? 더군다나 우리가 알고 있는 살아있는 어떤 사람들보다도 천 배나 좋은 사람이라면 더욱 말이야."
"정말 문제였다. 어디서도 아늑하고 평화로운 장소는 절대로 찾을 수 없다는 것 말이다. 그런 곳은 없는 것이다. 어딘가에 있을지도 모른다고 생각하고 있겠지만, 그곳에 일단 가보면 우리가 보지 못하는 틈을 타서 어떤 자식이 바로 코밑에다 'Fuck you'이라고 써놓고는 사라져 버릴 것이기 때문이다. 심지어, 내가 죽어 무덤에 묻히고, 비석 같은 것에 '홀든 콜필드'라는 이름을 새겨 넣으면, 출생연도나 사망연도가 쓰여진 아래로 누군가가 'Fuck you'라고 몰래 써놓을지도 모르는 일이다. 사실, 난 그럴 거라고 장담할 수 있다."

## 관련정보
- 케네디를 죽였다고 알려진 리 하비 오스월드가 저격했던 장소에서 "호밀밭의 파수꾼"의 책 1권이 나왔다.
- 1980년 존 레논의 암살범 마크 채프먼이 암살 직후 "모든 사람들이 호밀밭의 파수꾼을 읽어야 한다"고 밝혀서 많은 사람들에게 충격을 줬다. 그는 고교시절부터 이 책을 읽었다고 한다.
- 호밀밭의 파수꾼은 영화 '컨스피러시', '에이미', '플레즌트 빌' 등에서 직간접적으로 나온다.
- 호밀밭의 파수꾼은 현대 미국 문학사에서 빼놓을 수 없는 걸작으로 평가받고 있다.
- 미국에서는 매년 호밀밭의 파수꾼 30만 부가 팔리고 있다.
- 호밀밭의 파수꾼의 주인공인 반항끼있는 16살 소년 콜필드의 영향으로, 미국에서는 콜필드 신드롬(Caulfield Syndrome)이 나타나기도 했다.
- 호밀밭의 파수꾼("Catcher in the Rye")은 미국의 하드락 밴드 건즈 앤 로지스(Guns 'n Roses)이 2008년에 발매한 여섯번째 스튜디오 음반인 차이니스 데모크래시(Chinese Democracy)의 7번째 수록곡의 이름이기도 하다.
- 호밀밭의 파수꾼("Catcher in the Rye")은 1994년에 결성된 중국의 초기 펑크락 밴드 중 하나의 이름이기도 하다. 밴드의 이름과 같은 제목을 가지는 밴드의 첫 음반은 1998년에 발매되었다.

## 같이 보기
- 홀든 콜필드
- 퇴행(Regression)

## ISBN

### 영문판
- ISBN 0-316-76953-3 (하드커버, 1951년)
- ISBN 0-606-04887-1 (프리바운드, 1991년)
- ISBN 0-316-76948-7 (문고판, 1991년, 재인쇄)
- ISBN 1-56137-450-4 (하드커버, 1998년)
- ISBN 0-8220-7038-3 (클로쓰 텍스트, 2000년)
- ISBN 966-03-0586-9 (페이퍼백, 2000년)
- ISBN 0-316-76917-7 (페이퍼백, 2001년)
- ISBN 0-7587-7857-0 (하드커버, 2002년)
- ISBN 0-89064-019-X (하드커버)
- ISBN 0-14-023749-6 (포켓판, 2002년)

### 한국어 번역본
- ISBN 89-310-0352-8 (페이퍼백, 1998년)
- ISBN 89-374-6047-5 (페이퍼백, 2001년)
- ISBN 89-17-16146-4 (페이퍼백, 2001년, 영한대역문고)
- ISBN 89-7012-067-X (페이퍼백, 2001년)
- ISBN 89-7381-028-6 (페이퍼백, 2001년)
- ISBN 89-86964-21-X (페이퍼백, 2002년, 원서 본문에 한글 주석)
- ISBN 89-344-0159-1 (페이퍼백, 2003년)

### 영문 페이지
- 《호밀밭의 파수꾼》 탐색하기
- 야후!의 《호밀밭의 파수꾼》 섹션
- 책의 검열에 대한 포괄적인 역사
- 몽키 노트
- 스파크 노트